# Karis-Pojo svenska församling

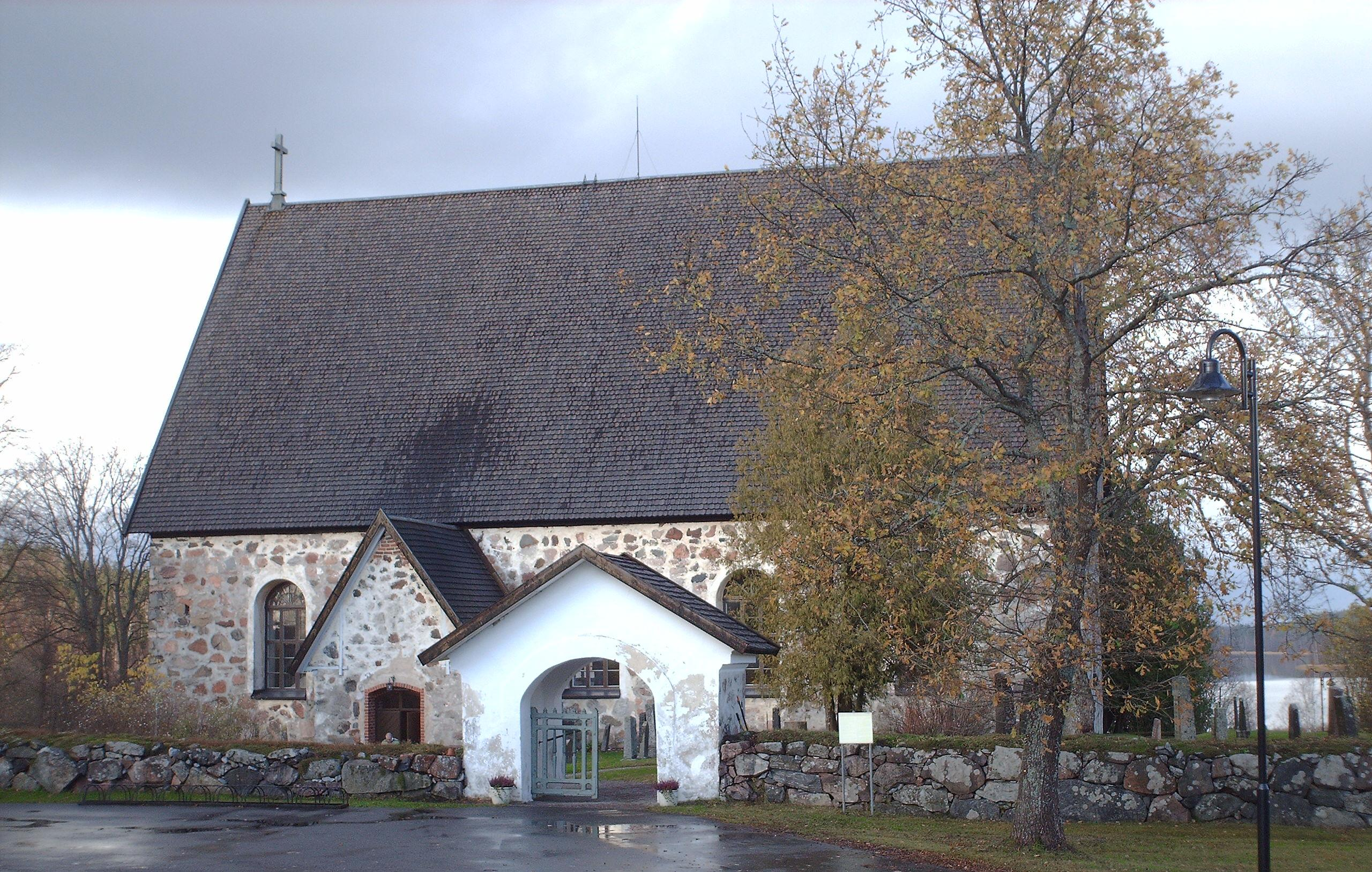
S:ta Katarina kyrka

Karis-Pojo svenska församling grundades år 2015, då församlingsfördelningen i Raseborgs stad förnyades. Då förenades de tidigare självständiga Karis svenska församling och Pojo svenska församling. Samtidigt grundades också Ekenäsnejdens svenska församling och Raseborgs finska församling; den sistnämnda täcker hela Raseborgs stads område. 
Karis-Pojo svenska församling har 5 518 medlemmar (08/2018).
Församlingens kyrkoherde är Pentti Raunio.

## Församlingens kyrkor
- S:ta Katarina kyrka (Karis; 1470)
- S:ta Maria kyrka (Pojo; 1400-talet)
- Svartå kyrka (1761)